# 2010 год в Израиле
События 2010 года в Израиле .

## Действующие лица
- Президент Израиля — Шимон Перес
- Премьер-министр Израиля — Биньямин Нетаньяху (партия Ликуд).
- Председатель Верховного суда — Дорит Бейниш
- Начальник Генерального штаба — Габи Ашкенази
- Правительство Израиля — 32-е правительство Израиля

## События
- 10 мая—Израиль получил приглашение присоединиться к ОЭСР[1][2]
- 29 мая — Харель Скаат представляет Израиль на конкурсе песни «Евровидение» с балладой Милим[англ.] («Слова»)[3][4]
- 16 июня — Солдаты Армии обороны Израиля останавливают троих вооруженных мужчин со взрывным устройством, въехавших в Израиль из Египта, в 40 километрах к северу от Эйлата (один террорист убит, двое скрылись)[5]
- 17 июня — Решение Верховного суда Израиля по поводу энтического конфликта в школе Бейт-Яаков[англ.] между ашкеназами и сефардами в поселении Эммануэль на Западном Берегу реки Иордан, вызывает протест родителей и отказ подчиниться, приведший к двухнедельному тюремному сроку[6]. Начались массовые протесты в Иерусалиме и Бней-Браке как религиозных, так и светских израильтян против судебного активизма[7][8]
- 22 июня — с авиабазы Пальмахим запущен израильский разведывательный спутник Офек-9[англ.][9][10]
- 5 июля — в эфир выходит первая серия ситкома Эхад Хаам 101[англ.][11]
- 10 июля — В Кнессет вносится новый законопроект, который обязывает еврейские школы харедим преподавать основные предметы, такие как математика, естествознание, английский язык и обществоведение, в противном случае они теряют государственное финансирование[12]
- 26 июля — Катастрофа израильского вертолёта в Румынии[англ.] во время совместных израильско-румынских авиационных учений в Карпатах на севере Румынии: шесть офицеров ВВС Израиля (четыре пилота и два механика) и один офицер ВВС Румынии погибли при крушении вертолёта Sikorsky CH-53 Sea Stallion[13]
- 27 июля — По решению суда израильская полиция сносит бедуинскую деревню Аль-Аракиб[англ.] к северу от Беэр-Шевы, выселив 200 жителей[14]
- 3 августа — Столкновение на границе с Ливаном[англ.]. Офицер ЦАХАЛ убит и ещё один серьёзно ранен Ливанскими вооруженными силами во время расчистки зарослей на израильской стороне границы с Ливаном, возле кибуца Мисгав Ам[англ.] и ливанской деревни Одайсе[англ.]. ЦАХАЛ открыл ответный огонь, в результате чего погибли двое ливанских солдат и ливанский журналист. Несколько ливанских солдат и ещё один журналист ранены.
- 6 августа — Израильский второй канал раскрывает документ Галанта (предполагаемый пиар-план, призванный гарантировать, что Йоав Галант станет следующим Начальником Генерального штаба Армии обороны Израиля). Полицейское расследование обнаруживает доказательства того, что документ был подделан.
- 19 августа — израильский математик Илон Линденштраусс награждается Медалью Филдса 2010 года, став первым израильским лауреатом этой награды[15]
- 10 октября — Кабинет министров Израиля одобряет законопроект о присяге на верность (неевреи, подающие заявление на получение израильского гражданства должны присягнуть на верность Израилю как еврейскому и демократическому государству)[16]
- 10 ноября — Истребитель F-16[англ.] ВВС Израиля терпит крушение в кратере Махтеш-Рамон во время тренировки над пустыней Негев на юге Израиля (пилот и штурман погибли)[17]
- 14 ноября — Кабинет министров Израиля одобряет план, позволяющий впустить в страну ещё 8000 потомков эфиопских евреев, принявших христианство[18][19]
- 30 ноября — В Хайфе открыт Кармельский тоннель, сокративший время в пути с 40 до 8 минут[20][21]
- 2 декабря — Крупнейший лесной пожар в истории Израиля[22]. Погибли курсанты офицерского курса Израильской пенитенциарной службы, направлявшийся для эвакуации заключенных из тюрьмы Дамун. Погибло 44 человека, в том числе 37 курсантов[23][24] . Пожар, уничтоживший большие участки соснового леса на горе Кармель недалеко от Хайфы, был взят под контроль поздно вечером 5 декабря[25]
- 30 декабря — суд Тель-Авива признал бывшего президента Израиля Моше Кацава виновным по двум пунктам обвинения в изнасиловании, препятствовании осуществлению правосудия и других преступлениях сексуального характера[26]

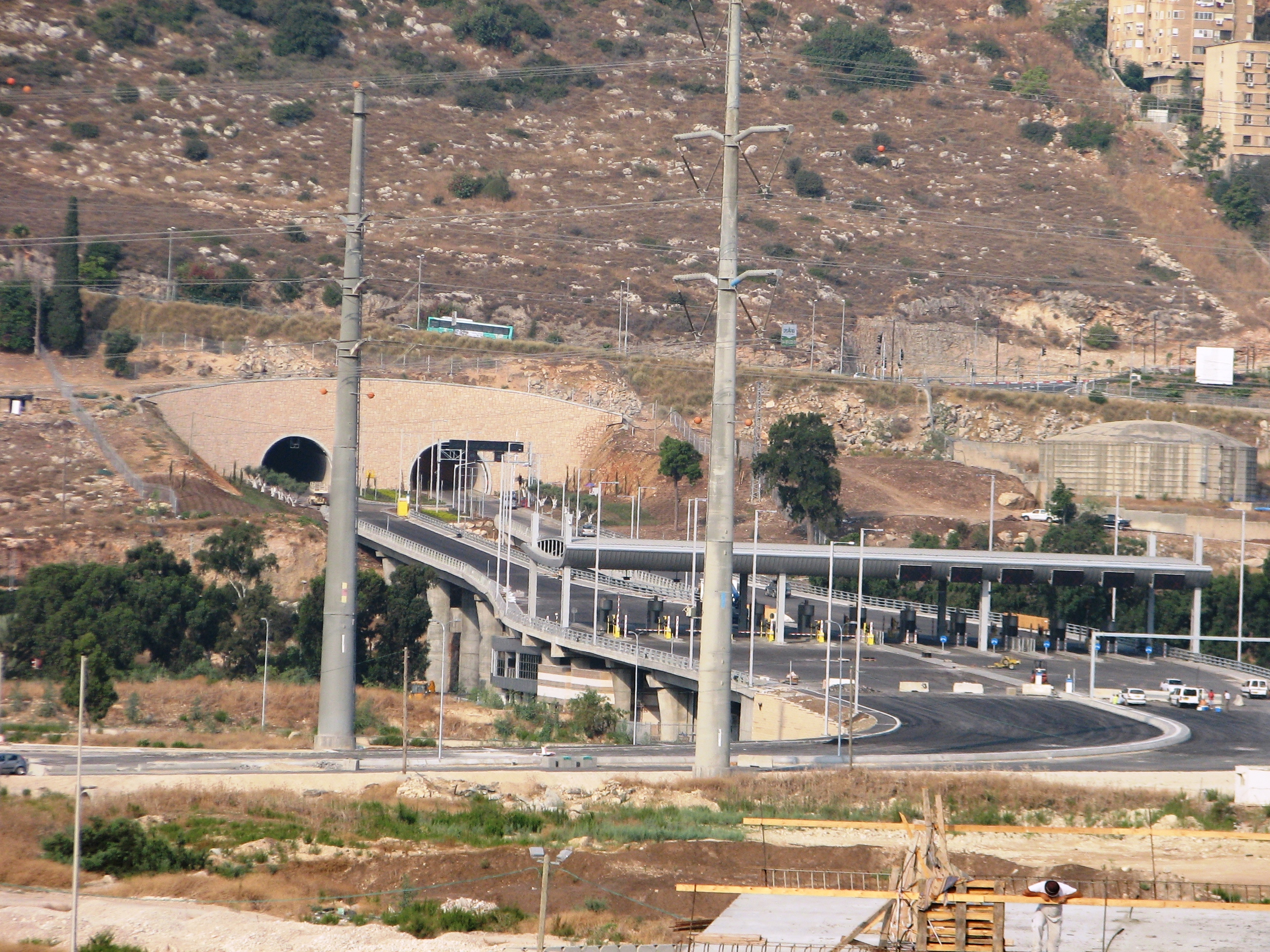
Кармельский тоннель
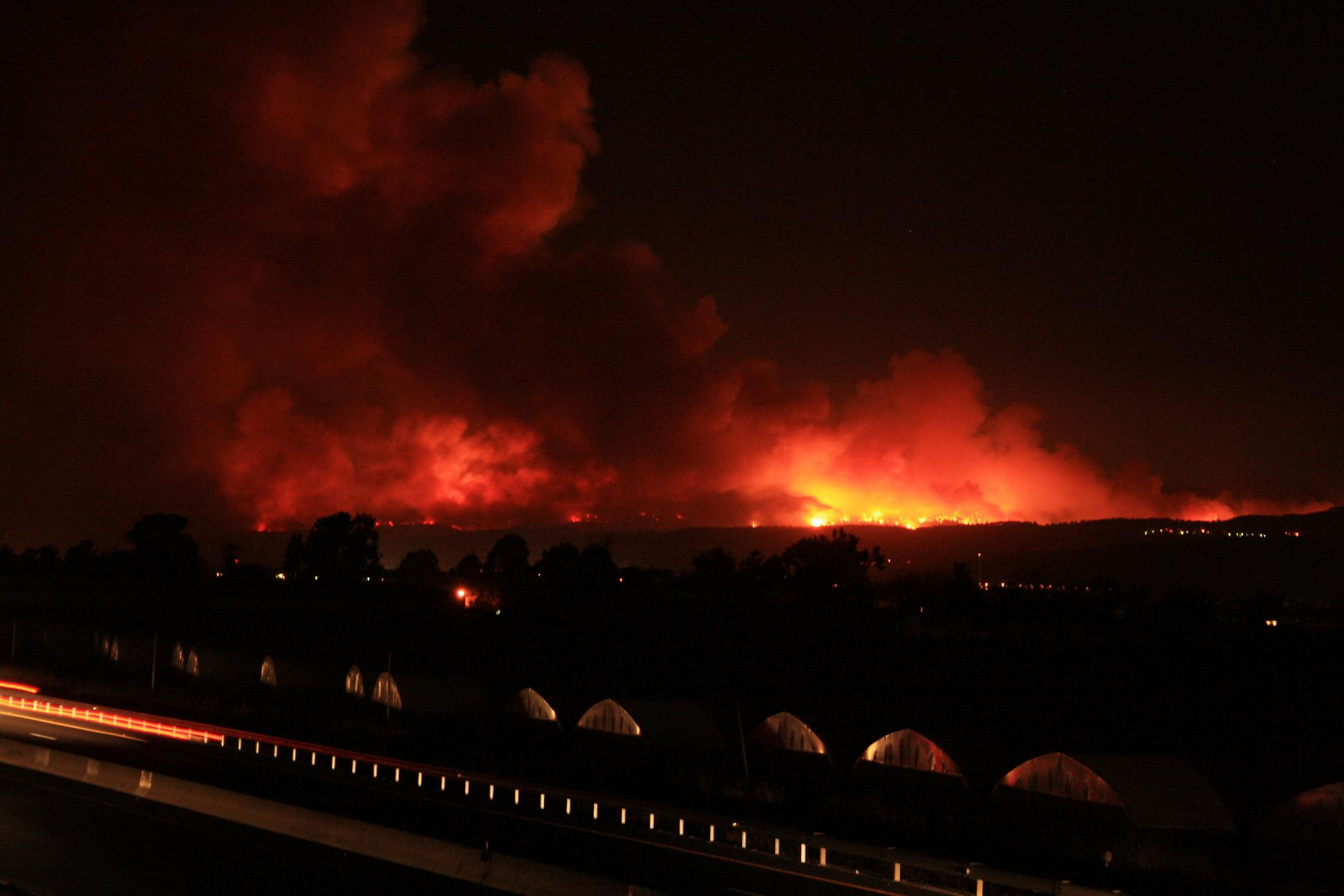
Лесной пожар на горе Кармель (2010)
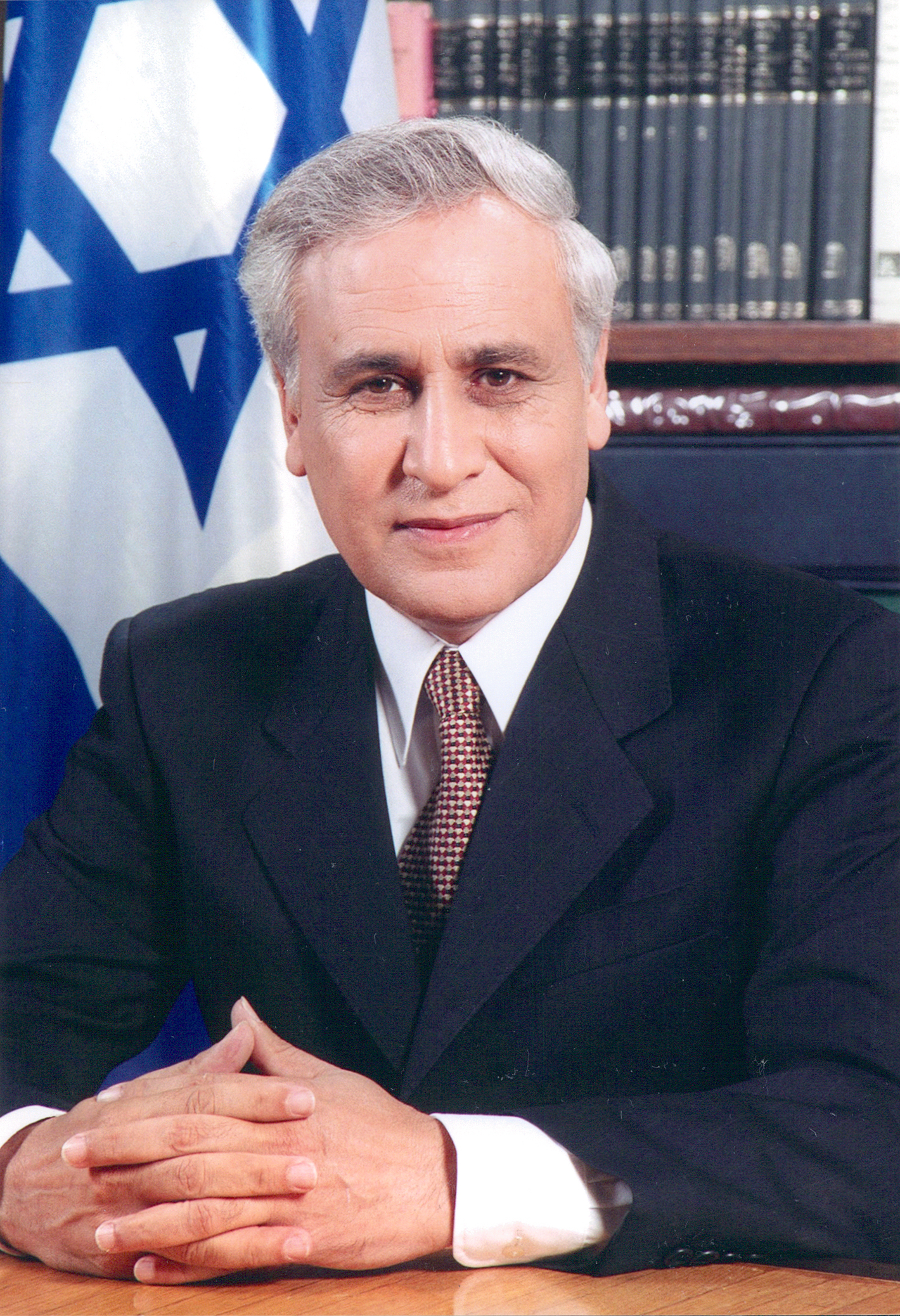
Моше Кацав

### Израильско-палестинский конфликт

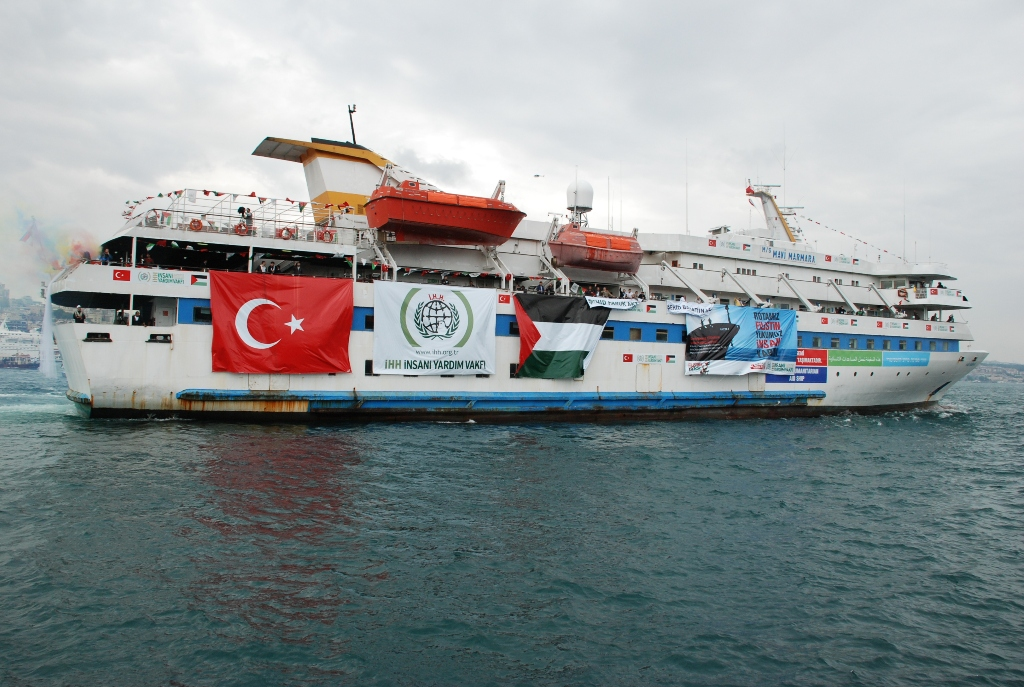
Рейд флотилии Газы — фотография MV Mavi Marmara, на котором разгорелось ожесточенное столкновение.

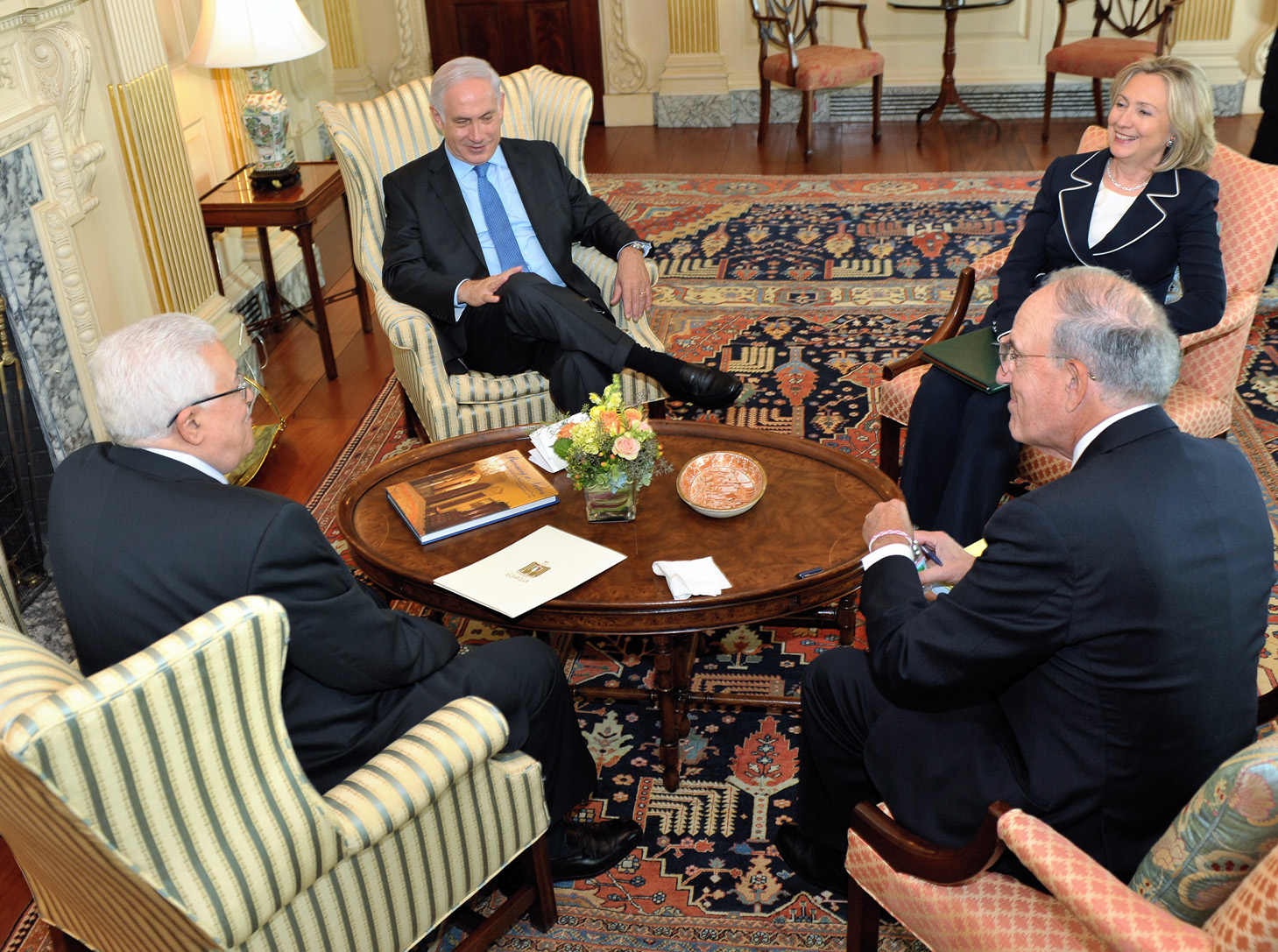
Биньямин Нетаньяху, Махмуд Аббас, Джордж Дж. Митчелл и Хиллари Клинтон в начале прямых переговоров 2 сентября 2010 года.

Действия Израиля в израильско-палестинском конфликте 2010 года:
- 10 марта — Правительство Израиля одобряет строительство дополнительных 1600 квартир в еврейском поселении Рамат Шломо[англ.] на северо-востоке Иерусалима[27]. Заявление израильского правительства было сделано во время визита вице-президента США Джо Байдена, после чего правительство США выступило с резким осуждением этого плана[28]
- 31 мая — Военно-морские силы Израиля захватывают флотилию кораблей коалиции Free Gaza Movement и турецкого фонда защиты прав и свобод человека и гуманитарной помощи, которые пытаются прорвать израильскую и египетскую блокаду сектора Газа. Девять активистов убиты[29][30], ранены несколько десятков пассажиров и семь солдат ЦАХАЛа[31][32]
- 14 июня — Правительство Израиля объявляет о создании Комиссии Тиркеля по расследованию рейда флотилии Газы и блокады Газы[33][34]
- 2 сентября — США начинают прямые переговоры[англ.] между Израилем и Палестинской автономией в Вашингтоне[35]
- 14 сентября — В Шарм-эль-Шейхе завершается второй раунд мирных переговоров по Ближнему Востоку между Израилем и Палестинской автономией[36]
- 26 сентября — Израильский 10-месячный мораторий на строительство новых домов в поселениях на Западном Берегу истекает в 22.00 (по Гринвичу)[37]
- 28 сентября — ВМС Израиля перехватывают корабль «Ирен», направлявшийся из Кипра в сторону сектора Газа и на борту которого находились девять еврейских активистов из США, Великобритании, Германии и Израиля, который пытался прорвать израильскую военно-морскую блокаду сектора Газа .

Известные операции палестинских боевиков против израильских целей
Палестинский террор против Израиля в 2010 году:
- 1 февраля — Комитеты народного сопротивления (группировка палестинских боевиков в секторе Газа, тесно связанная с ХАМАС) бросают в Средиземное море с побережья Газы бомбы в бочках[38]
- 24 февраля — Убийство Неты Сорек[англ.].
- 26 марта — Группа солдат ЦАХАЛа из бригады "Голани в ходе преследования террористов пересекла границу с сектором Газа, попала в засаду и подверглась обстрелу (двое солдат ЦАХАЛа убиты и трое ранены). Ответственность за нападение взяли на себя ХАМАС и Исламский джихад[39]
- 11 июня — Палестинский боевик[англ.] пытается сбить двух израильских пограничников в иерусалимском районе Вади аль-Джоз[англ.], недалеко от стен Старого города[40]
- 14 июня — Один израильский полицейский убит и трое полицейских ранены огнём палестинских по их автомобилю на шоссе 60, к югу от Хеврона[41]
- 31 августа — Стрельба на Западном берегу[англ.] рядом с Кирьят-Арбой по машине с израильтянами в ходе Кампании палестинских боевиков[англ.] (четверо израильтян, включая беременную женщину, убиты). ХАМАС берёт на себя ответственность за нападение[42][43][44]
- 1 сентября — Стрельба на перекрестке Римоним возле Кохав-ха-Шахар[англ.] на Западном берегу, по машине с израильтянами в ходе Кампании палестинских боевиков[англ.]: палестинские боевики открыли огонь по израильскому автомобилю в результате чего двое израильтянин получили ранения. ХАМАС взял на себя ответственность за нападение[45]
- 26 сентября— Палестинские боевики открыли огонь по беременной женщине и её мужу в их машине, ранив их обоих в ноги, в ходе Кампании палестинских боевиков[англ.]. Боевики также обстреляли ещё одну машину, пассажиры которой не пострадали[46][47][48][49][50] Ответственность за нападение берут на себя ФАТХ и Палестинский исламский джихад[51]
- 18 декабря — Убийство Кристины Люкен[англ.]: американская христианская миссионерка Кристина Люкен убита, а её израильская подруга британского происхождения серьёзно ранена двумя палестинскими боевиками с ножами во время похода в лес недалеко от Бейт-Шемеша на окраине Иерусалима[52] Четверым палестинцам, членам палестинской террористической ячейки, позднее были предъявлены обвинения в нападении, которое было названо националистически ориентированным[53]

Израильские контртеррористические операции (военные кампании и военные операции) против палестинских боевиков в 2010 году:
- 26 мая — Израиль наносит два ночных авиаудара по сектору Газа в ответ на минометные обстрелы и взрыв 200 кг взрывчатки, нагруженной на повозке, запряженной ослами, рядом с пограничным забором[54][55]
- 21 июля — двое боевиков Движения «Исламский джихад» в Палестине убиты и ещё шестеро ранены при приближении к границе сектора Газа и Израиля возле Бейт-Хануна. Также ранена десятилетняя девочка.[56][57][58]
- 5 сентября — В ответ на недавние нападения из сектора Газа израильские военные самолёты F-16 наносят авиаудары по тоннелям для контрабанды в Газе, в результате чего один палестинец погиб и несколько получили ранения[59][60]
- 12 сентября — солдаты ЦАХАЛа убивают троих человек из группы вооруженных людей, приближавшихся к Израилю из Газы возле кибуца Эрез; Палестинские источники утверждают, что двое из них были фермерами[61][62][63]
- 14 сентября — Один палестинский боевик убит и ещё четверо ранены в перестрелке в секторе Газа после обстрела гранатометами и ракетами солдат ЦАХАЛа[64]
- 28 сентября — три боевика бригады Аль-Кудс убиты в результате израильского авиаудара[65]

## Умерли

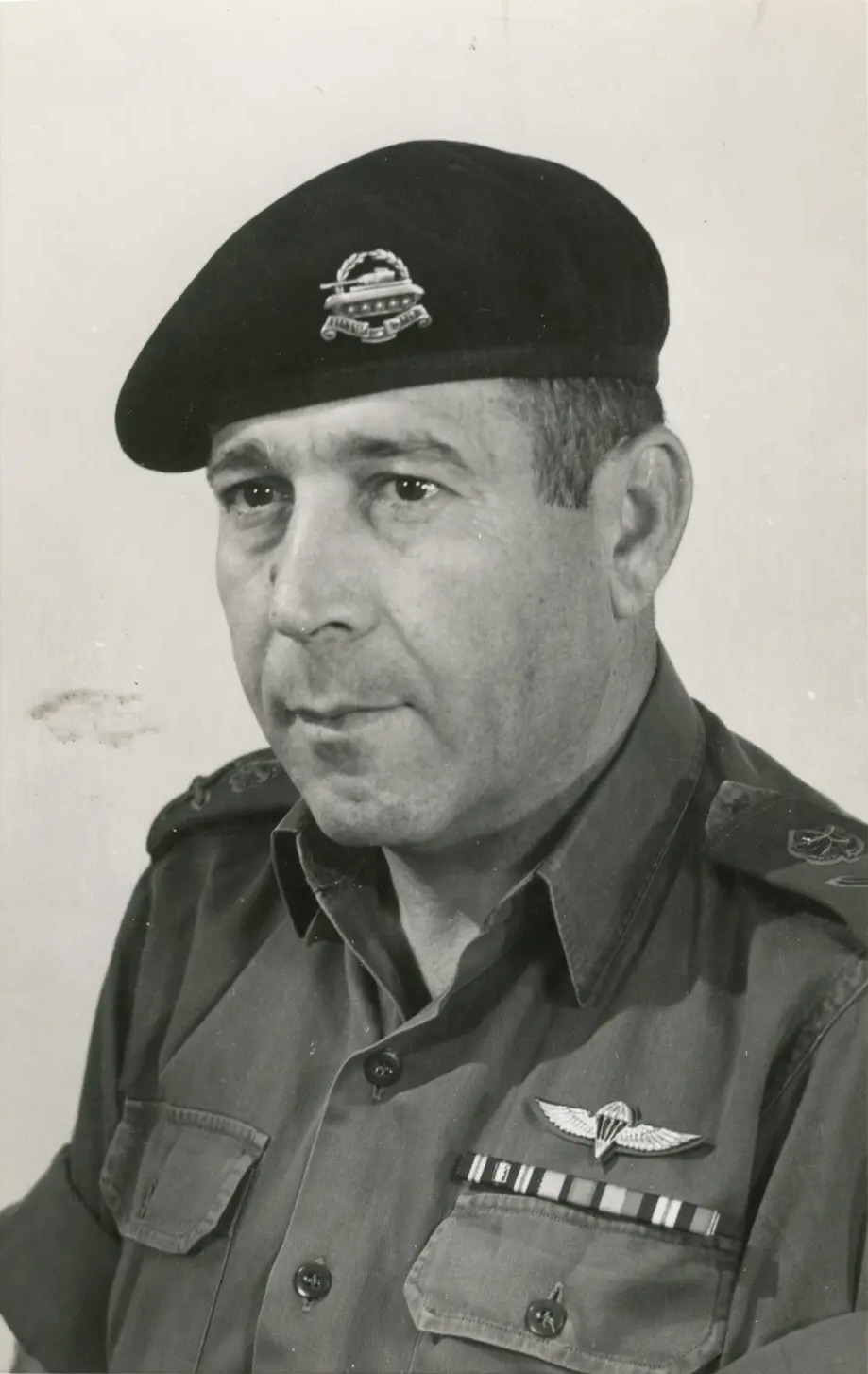
Исраэль Таль

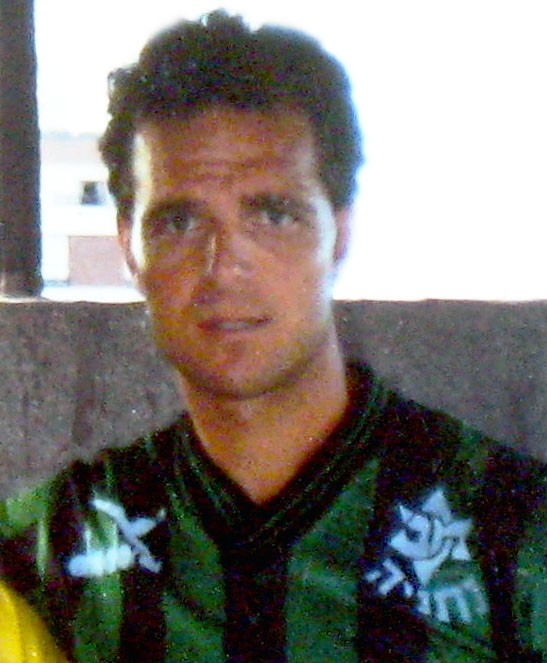
Ави Коэн

- 9 января — Брурия Кауфман[англ.] (род. 1918), израильская учёная-физик американского происхождения[66]
- 9 января — Надав Левитан[англ.] (род. 1945), израильский кинорежиссёр и сценарист[67]
- 20 января — Авраам Суцкевер (род. 1913), израильский поэт польского происхождения[68]
- 3 февраля — Элазар бен Цдака бен Ицхак[англ.] (род. 1927), самаритянский первосвященник[69]
- 4 февраля —Меир Пичхадзе[англ.] (род.1955), израильский художник и живописец советского (грузинского) происхождения[70]
- 10 февраля — Йосеф Азран[англ.] (род. 1941), израильский раввин и политик марокканского происхождения, депутат Кнессета (1988—1996)[71]
- 21 февраля — Менахем Поруш (род. 1916), израильский политик, депутат Кнессета (1959—1975, 1977—1994)[72]
- 28 февраля — Давид Банкиер[англ.] (род. 1947), израильский исследователь Холокоста немецкого происхождения[73]
- 8 марта — Давид Кимхи (род. 1928), израильский дипломат британского происхождения, агент Моссада (1953—1980)[74]
- 26 марта — Шмуэль Кац[англ.] (род. 1926), израильский карикатурист и иллюстратор австрийского происхождения[75]
- 29 апреля — Авигдор Ариха (род. 1929), израильский художник румынского происхождения[76]
- 14 мая — Давид Маймон[англ.] (род. 1929), израильский генерал, глава Тюремной службы Израиля.[77]
- 30 мая — Арье Элиав (род. 1921), израильский политик российского происхождения[78]
- 7 июня — Мордехай Элияху (род. 1929), израильский раввин, главный сефардский раввин Израиля (1983—1993)[79]
- 9 июля — Иегуда Амиталь[англ.] (род. 1924), израильский раввин и политик румынского происхождения[80]
- 27 июля — Цви Камил (род. 1935), израильский учёный и изобретатель польского происхождения[81]
- 2 сентября — Шмуэль Эйзенштадт (род. 1923), израильский социолог польского происхождения[82]
- 8 сентября — Исраэль Таль (род. 1924), израильский генерал, известный как руководитель разработки израильского танка «Меркава»[83]
- 21 сентября — Шабтай Розен[англ.] (род. 1917), израильский дипломат британского происхождения и профессор международного права[84]
- 28 сентября — Исраэль Достровский (род. 1918), израильский учёный, родившийся в Украинской державе, пятый президент Института науки Вейцмана[85]
- 27 октября — Эхуд Нецер (род. 1934), израильский археолог[86]
- 29 октября — Исраэль Кац[англ.] (род. 1927), израильский политик австрийского происхождения и бывший министр[87]
- 2 ноября — Сара Дорон (род. 1922), израильский политик и министр правительства литовского происхождения.[88]
- 9 ноября — Амос Лави[англ.] (1953 г.р.), израильский актёр ливийского происхождения.[89]
- 9 декабря — Дов Шилянский (род. 1924), израильский политик литовского происхождения, спикер Кнессета[90]
- 18 декабря — Макс Джеммер (род. 1915), израильский физик немецкого происхождения[91]
- 28 декабря — Ави Коэн (род. 1956), израильский футболист египетского происхождения[92][93]

## Основные государственные праздники
- Ту би -Шват -с вечера 29 до вечера 30 января.
- Пост Эстер — 25 февраля (от рассвета до ночи).
- Пурим — с вечера 27 февраля до вечера 28 февраля.
- Шушан Пурим, Иерусалим — с наступлением темноты 28 февраля до ночи 1 марта.
- Пост Первенцев — 29 марта (от рассвета до заката).
- Песах и Холь ха-Моэд Песах — от заката 29 марта до наступления темноты 5 апреля (7-й день) (дополнительный день отмечается за пределами Израиля)
- День памяти жертв Холокоста — с наступлением темноты 11 апреля до ночи 12 апреля.
- День памяти павших воинов — с наступлением темноты 18 апреля по ночь 19 апреля.
- День независимости Израиля — с наступлением темноты 19 апреля до ночи 20 апреля.
- Лаг ба-омер — ночь с 1 мая по ночь 2 мая.
- День Иерусалима — с ночи 11 мая до ночи 12 мая.
- Шавуот — закат 18 мая до наступления темноты 19 мая (второй день отмечается за пределами Израиля)
- Семнадцатый пост Таммуза — 29 июня (от рассвета до ночи).
- Пост девятого ава — закат 19 июля до наступления ночи 20 июля.
- Рош ха-Шана — закат 8 сентября — закат 10 сентября.
- Пост Гедалии — 12 сентября (от рассвета до ночи).
- Йом Кипур — закат 17 сентября до наступления темноты 18 сентября.
- Суккот и Холь ха-Моед Суккот — закат 22 сентября — закат 29 сентября.
- Симхат Тора / Шмини Ацерет — закат с 29 сентября по ночь 30 сентября (второй день отмечается за пределами Израиля)
- Ханука — от заката 1 декабря до заката 9 декабря.
- Пост Десятое тевета — 17 декабря (от рассвета до ночи).